# Noah Hathaway
Noah Leslie Hathaway (ur. 13 listopada 1971 w Los Angeles) – amerykański aktor filmowy i telewizyjny.

## Życiorys
Urodził się w Los Angeles, w stanie Kalifornia jako syn Judy Ringler i Roberta Hathawaya, po części Indianina.  Jego matka była pochodzenia żydowskiego, a ojciec miał korzenie irlandzkie, niemieckie i angielskie.
Kiedy miał dwa lata pojawił się w pięćdziesięciu reklamach. W wieku siedmiu lat wystąpił w serialu sci-fi ABC Battlestar Galactica (1978-1979) jako Boxey.
W wieku dwunastu lat został wybrany do roli Atreyu w dramacie fantasy Wolfganga Petersena Niekończąca się opowieść (Die Unendliche Geschichte, 1984), za którą otrzymał nagrodę Saturna i zdobył popularność wśród młodszych widzów.
Na skutek kontuzji w sportach walki i po klęsce ostatniego filmu Dla śmierci, dla snu (To Die, to Sleep, 1994) wycofał się z show-biznesu.
W 2010 roku powrócił do grania, zaczynając od filmu Dziewczyna z sushi (Sushi Girl, 2012), w którym partnerowali mu m.in. Mark Hamill i Danny Trejo.

## Filmografia

### Filmy kinowe/wideo
- 2011: Sushi Girl (Sushi Girl) jako Fish
- 1994: Dla śmierci, dla snu (To Die, to Sleep) jako Phil
- 1986: Troll jako Harry Potter Jr.
- 1984: Niekończąca się opowieść (Die Unendliche Geschichte) jako Atreyu
- 1982: Najlepsi przyjaciele (Best Friends) jako Lyle Ballou
- 1981: Rozstajne drogi (Separate Ways) jako Jason
- 1980: Teraz moja kolej (It's My Turn) jako Syn Hommera

### Filmy TV
- 1986: Casebusters jako Jamie
- 1985: Jak jeść smażone robaki (How to Eat Fried Worms) – dubbing
- 1979: High Midnight jako Timmy
- 1978: Battlestar Galactica jako Boxey

### Seriale TV
- 1986: Dziki ogień (Wildfire) – dubbing
- 1985: Więzy rodzinne (Family Ties) jako Adam Galardner
- 1984: Simon i Simon (Simon & Simon) jako Patrick Jessup
- 1982: CHiPs jako Tommy
- 1982: Laverne i Shirley (Laverne & Shirley) jako Kevin Swisher
- 1980: Osiem to wystarczająco (Eight Is Enough) jako Jerry
- 1980: Mork i Mindy (Mork & Mindy) jako Jud
- 1979: Ostatnie wymiany (The Last Convertible)
- 1979: Superpociąg (Supertrain) jako dzieciak
- 1978-79: Battlestar Galactica jako Boxey

### Filmy krótkometrażowe
- 1983: Pytanie (Quest)